# James Michael Harvey
James Michael Harvey (ur. 20 października 1949 w Milwaukee) – amerykański duchowny rzymskokatolicki, doktor prawa kanonicznego, arcybiskup, prefekt Domu Papieskiego w latach 1998–2012, archiprezbiter bazyliki św. Pawła za Murami od 2012, kardynał od 2012 (najpierw w stopniu diakona, w 2024 promowany do stopnia prezbitera).

## Życiorys
Święcenia kapłańskie otrzymał 29 czerwca 1975 z rąk papieża Pawła VI w bazylice św. Piotra na Watykanie w grupie 360 kleryków, którzy zostali wyświęceni dla uczczenia Roku Świętego. Razem z nim wyświęceni zostali m.in. przyszli amerykańscy biskupi: Raymond Leo Burke, Michael Cote, Michael Hoeppner, Glen Provost, Patrick Zurek i William Mulvey. Inkardynowany został do archidiecezji Milwaukee. Studiował prawo kanoniczne. 25 marca 1980 rozpoczął służbę dyplomatyczną w Stolicy Apostolskiej i pracował najpierw w przedstawicielstwie papieskim na Dominikanie. Od 10 lipca 1982 był pracownikiem Sekretariatu Stanu, a 22 lipca 1997 został tam asesorem.
7 lutego 1998 został mianowany prefektem Domu Papieskiego i biskupem tytularnym Memphis. 19 marca 1998 przyjął na Watykanie sakrę biskupią z rąk Jana Pawła II. Współkonsekratorami byli kardynałowie Franciszek Macharski i Angelo Sodano. 29 września 2003 został podniesiony do godności arcybiskupa.
Jako prefekt Domu Papieskiego był odpowiedzialny za dyscyplinę i porządek w siedzibie papieskiej oraz w salach, gdzie papież udzielał audiencji, a także towarzyszył papieżowi podczas publicznych wystąpień w Pałacu Apostolskim i poza nim.
24 października 2012 papież Benedykt XVI wyniósł go do godności kardynała. Kreowany kardynałem został na konsystorzu 24 listopada 2012 z tytułem diakona San Pio V a Villa Carpegna. 23 listopada 2012 Benedykt XVI mianował go archiprezbiterem bazyliki św. Pawła za Murami.
Decyzjami papieża Benedykta XVI 22 grudnia 2012 został mianowany członkiem Kongregacji Spraw Kanonizacyjnych, a 31 stycznia 2013 Kongregacji Ewangelizacji Narodów i Administracji Dóbr Stolicy Apostolskiej.
Brał udział w konklawe 2013, na którym został wybrany papież Franciszek, i w konklawe 2025, zakończonym wyborem papieża Leona XIV.
1 lipca 2024 papież Franciszek promował go do rangi kardynała prezbitera z zachowaniem dotychczasowej diakonii na zasadzie pro hac vice.

## Odznaczenia
- Krzyż Wielki Orderu Izabeli Katolickiej (1999, Hiszpania)
- Wielki Krzyż Zasługi Orderu Zasługi Republiki Federalnej Niemiec
- Krzyż Wielki Orderu Zasługi Republiki Włoskiej (1999)[10]